# Гімн Північних Маріанських Островів
Північні Маріанські Острови знаходяться у політичному союзі зі Сполученими Штатами Америки. Тому державним гімном країни є національний гімн США «Прапор, усипаний зірками» (англ. The Star-Spangled Banner). Він використовується на офіційних міжнародних заходах. Проте, у 1996 році країна прийняла власний офіційний гімн, який використовується у заходах місцевого рівня. За гімн було обрано пісню «Gi Talo Gi Halom Tasi», яку написали у 1945 році брати Хосе і Хоакін Пангелінан мовою чаморро. До офіційного затвердження вона використовувалася як неофіційний гімн. У 1976 році Давид Капілео Тауламваар Петер написав варіант гімну каролінською мовою під назвою «Satil matawal Pacifico». Обидва варіанти вивчають у школах та використовуються на офіційних заходах. Слова гімну покладені на марш «Im schönsten Wiesengrunde» німецького композитора Вільгельма Ганцгорна.